# Pretilachlor
Pretilachlor ist eine organisch-chemische Verbindung aus der Stoffgruppe der Carbonsäureamide (genauer Chloracetamide). Als selektives Herbizid wurde es 1982 von Ciba-Geigy (jetzt Syngenta) unter dem Handelsnamen Rifit eingeführt.

## Gewinnung und Darstellung
Die kommerzielle Herstellung von Pretilachlor erfolgt zunächst über eine reduktive Aminierung von 2,6-Diethylanilin (1) mit Propoxyacetaldehyd (2), wobei intermediär zunächst das entsprechende Imin (3) gebildet wird. Eine anschließende Reduktion mittels katalytischer Hydrierung liefert das Zwischenprodukt (4), welches mit Chloressigsäurechlorid (5) unter Abspaltung von Chlorwasserstoff zu Pretilachlor (6) reagiert:
Ein alternativer Syntheseweg setzt den p-Toluolsulfonsäure-2-propoxyethylester ein, welcher direkt mit dem 2,6-Diethylanilin in einer nukleophilen Substitution reagiert und somit den Schritt der katalytischen Hydrierung umgeht.

## Eigenschaften
Pretilachlor ist eine farblose Flüssigkeit, die praktisch unlöslich in Wasser ist. Sie ist stabil gegenüber Hydrolyse.

## Verwendung
Pretilachlor wird als Herbizid verwendet.

## Zulassung
In den EU-Staaten wie Deutschland und Österreich sowie in der Schweiz ist kein Pflanzenschutzmittel zugelassen, welches Pretilachlor als Wirkstoff enthält.